# Pastetengewürz
Pastetengewürz ist eine klassische Gewürzmischung für Pasteten und Terrinen aller Art. Die Mischung von Gewürzen aus aller Welt machte die schon seit dem Mittelalter beim Adel und dem Klerus geschätzten Pasteten seit dem 14. Jahrhundert noch luxuriöser.
Eine beispielhafte Zusammensetzung ist: 15 Teile weißer Pfeffer, fünf Teile Piment, zwei Teile Muskatblüte und je ein Teil Gewürznelke, Lorbeer, Majoran, Muskatnuss, Rosmarin, Salbei und Zimt. Alle Zutaten werden fein gemahlen vermischt. 
Pastetengewürz ist auch als Handelsware erhältlich.